# 큰이집트뛰는쥐
큰이집트뛰는쥐 또는 큰이집트저보아(Jaculus orientalis)는 뛰는쥐과에 속하는 설치류의 일종이다. 알제리와 이집트, 리비아, 모로코, 사우디 아라비아, 튀니지에서 발견되며, 이스라엘에서도 서식하는 것으로 추정된다. 자연 서식지는 아열대 또는 열대 기후 지역의 건조 관목 지대와 모래 해안 그리고 농지이다.
애완동물로 이용하기 위해 국내에 수입된 저보아는 모두 이 종 아니면 작은이집트뛰는쥐이다.